# Nick Romeo Reimann
Nick Romeo Reimann (ur. 14 stycznia 1998 w Monachium) – niemiecki aktor.
W 2007 roku został nominowany do UNDINE Award; do nagrody dla najlepszego młodego aktora w filmie fabularnym za Dziką bandę 3.

## Kariera
Zadebiutował w 2005 roku w dwóch spotach reklamowych w reżyserii Caroline Link. Następnie pojawił się w trzech częściach filmu Dzika banda (cz. 3, 4 i 5) jako Nerv. Wystąpił w remake'u Krokodyle Maxa von der Grüna jako Hannes oraz dwóch jego sequelach w 2010 i 2011 roku.
W 2009 roku Nick nagrał audiobooki z serii Dziennik cwaniaczka autorstwa Jeffa Kinneya. Użyczył swojego głosu Gregowi Heffley’owi w filmowej ekranizacji dwóch pierwszych książek.

## Filmografia
- 2006: SOKO 5113 odcinek „Ein besseres Leben“ jako Tobias Stadler
- 2006: Dzika banda 3 (Die Wilden Kerle 3) jako Nerv
- 2007: Dzika banda powraca (Die Wilden Kerle 4) jako Nerv
- 2008: Dzika banda znowu w akcji (Die Wilden Kerle 5 - Hinter dem Horizont) jako Nerv
- 2009: Krokodyle (Vorstadtkrokodile) jako Hannes
- 2010: Powrót Krokodyli (Vorstadtkrokodile) jako Hannes
- 2011: Kolejny powrót Krokodyli z przedmieścia (Vorstadtkrokodile 3) jako Hannes
- 2013: V8 Du Willst Der Beste Sein

## Dubbing
- 2010: Ponyo (Gake no ue no Ponyo) jako Sosuke
- 2010: Dziennik cwaniaczka (Diary of a Wimpy Kid)
- 2011: Dziennik cwaniaczka 2 (Diary of a Wimpy Kid: Rodrick Rules)